# Stazione di Coblenza Centrale
La stazione di Coblenza Centrale (in tedesco Koblenz Hbf) è la principale stazione ferroviaria della città tedesca di Coblenza.